# Robert Parish
Robert Lee Parish (Shreveport, Luisiana, 30 de agosto de 1953) es un exjugador de baloncesto estadounidense que disputó un total de 21 temporadas de la NBA, siendo el jugador de la NBA con más partidos disputados con 1.611 partidos, y el segundo jugador más longevo de la historia de la competición, con 43 años, superado posteriormente por Vince Carter. Con una estatura de 2,16 metros jugaba en la posición de pívot. Se hizo famoso su número de camiseta, el doble cero (00).
Fue apodado como "El Jefe" (The Chief) al comparar su rostro impenetrable con el del personaje del indio de la película Alguien voló sobre el nido del cuco, que interpretó el actor Will Sampson y que se llamaba de la misma manera, "Chief" Bromden. De acuerdo con la leyenda, fue su compañero de equipo en los Celtics Cedric Maxwell quien le puso tal apodo.

## Trayectoria deportiva

### Universidad
Su trayectoria colegial la pasó en la pequeña Universidad de Centenary, en Luisiana, entre 1973 y 1976, donde promedió unos espectaculares 21,6 puntos y 16,9 rebotes por partido.

### NBA

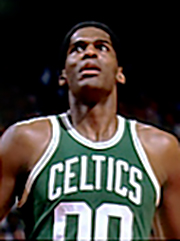
Parish durante su etapa en los Celtics

Fue elegido en primera ronda del draft, en el puesto número 8, por los Golden State Warriors. Previamente, lo había sido en el draft especial de la ABA en 1973 por los Utah Stars y en el draft de 1977 por los San Antonio Spurs. Parish firmó con los Warriors, que habían sido campeones de la NBA en 1975 (dos temporadas antes de la campaña de novato de Parish). Sin embargo, cuando Parish se unió a los Warriors, su declive había comenzado y se perdieron por completo los playoffs de 1978 a 1980. En 307 partidos en cuatro temporadas, promedió 13,8 puntos, 9,5 rebotes y 1,8 tapones con los Warriors.
De cara al draft de la NBA de 1980, los Boston Celtics perdieron a Dave Cowens al retirarse y tenían a Larry Bird listo para comenzar su segunda temporada en la NBA. Los Celtics habían conseguido poder elegir al número uno del draft. El 9 de junio de 1980, en un intercambio previo al draft, el presidente de los Celtics, Red Auerbach, entregó la primera selección general y una selección adicional de primera ronda a los Warriors por Parish y la selección de primera ronda de los Warriors, el número 3. Con esa tercera elección, los Celtics seleccionaron a Kevin McHale. Luego, los Warriors seleccionaron a Joe Barry Carroll con la primera elección. Completar el intercambio les dio a los Celtics un imponente front court, formado por Bird, Parish, Cedric Maxwell y McHale. Jugando catorce años con los Celtics de 1980 a 1994, Parish ganó tres títulos de la NBA (1981, 1984 y 1986), haciendo equipo con Bird y el ala-pívot McHale. El trío llegó a ser conocido como "The Big Three" ("Los Tres Grandes"), y son considerados como una de las mejores front courts en la historia de la NBA; Los tres fueron elegidos para el equipo de todos los tiempos del 50 aniversario de la NBA.
Parish acabó como líder de todos los tiempos de los Celtics en tapones (1.703), rebotes ofensivos (3.450) y rebotes defensivos (7.601). Bill Russell sigue siendo el líder de la carrera del equipo en rebotes totales, ya que los rebotes ofensivos y defensivos no se tabulaban por separado antes de la temporada 1973-1974. En 14 temporadas y 1106 partidos con los Celtics, Parish promedió un doble-doble de 16,5 puntos, 10,0 rebotes y 1,5 tapones, anotando el 55,2% de tiros de campo.
El 4 de agosto de 1994, Parish dejó los Celtics y firmó como agente libre sin restricciones con los Charlotte Hornets, a los 41 años. Jugó dos temporadas con los Hornets, actuando como suplente de Alonzo Mourning.
El 25 de septiembre de 1996, firmó como agente libre con los Chicago Bulls después de su salida de Charlotte. Con Chicago, Parish se unió a un equipo que venía de lograr su cuarto campeonato con sus compañeros del Salón de la Fama Michael Jordan, Scottie Pippen y Dennis Rodman. Jugando su última temporada de la NBA con los Chicago Bulls en 1996-97, ganó su cuarto anillo como tercer pívot del equipo, detrás de Luc Longley, Bill Wennington y Brian Williams, incorporado al final de la temporada. A los 43 años, es el tercer jugador de mayor edad en jugar un partido de la NBA, detrás de Nat Hickey de los Providence Steamrollers y Kevin Willis de los Dallas Mavericks. El 25 de agosto de 1997, Parish se retiró oficialmente.

## Estadísticas de su carrera en la NBA
|  | Campeones de la NBA |
|  | Líder de la liga    |
|  | Récord NBA          |

### Temporada regular
| Año      | Equipo       | PJ   | PT   | MPP  | %TC  | %3P  | %TL  | RPP  | APP | ROB | TPP | PPP  |
| -------- | ------------ | ---- | ---- | ---- | ---- | ---- | ---- | ---- | --- | --- | --- | ---- |
| 1976-77  | Golden State | 77   | 1    | 18.0 | .503 | .000 | .708 | 7.1  | 1.0 | .7  | 1.2 | 9.1  |
| 1977-78  | Golden State | 82   | 37   | 24.0 | .472 | .000 | .625 | 8.3  | 1.2 | 1.0 | 1.5 | 12.5 |
| 1978-79  | Golden State | 76   | 75   | 31.7 | .499 | .000 | .698 | 12.1 | 1.5 | 1.3 | 2.9 | 17.2 |
| 1979-80  | Golden State | 72   | 69   | 29.4 | .507 | .000 | .715 | 10.9 | 1.7 | .8  | 1.6 | 17.0 |
| 1980-81  | Boston       | 82   | 82   | 28.0 | .545 | .000 | .710 | 9.5  | 1.8 | 1.0 | 2.6 | 18.9 |
| 1981-82  | Boston       | 80   | 78   | 31.7 | .542 | .000 | .710 | 10.8 | 1.8 | .8  | 2.4 | 19.9 |
| 1982-83  | Boston       | 78   | 76   | 31.5 | .550 | .000 | .698 | 10.6 | 1.8 | 1.0 | 1.9 | 19.3 |
| 1983-84  | Boston       | 80   | 79   | 35.8 | .546 | .000 | .745 | 10.7 | 1.7 | .7  | 1.5 | 19.0 |
| 1984-85  | Boston       | 79   | 78   | 36.1 | .542 | .000 | .743 | 10.6 | 1.6 | .7  | 1.3 | 17.6 |
| 1985-86  | Boston       | 81   | 80   | 31.7 | .549 | .000 | .731 | 9.5  | 1.8 | .8  | 1.4 | 16.1 |
| 1986-87  | Boston       | 80   | 80   | 37.4 | .556 | .000 | .735 | 10.6 | 2.2 | .8  | 1.8 | 17.5 |
| 1987-88  | Boston       | 74   | 73   | 31.2 | .589 | .000 | .734 | 8.5  | 1.6 | .7  | 1.1 | 14.3 |
| 1988-89  | Boston       | 80   | 80   | 35.5 | .570 | .000 | .719 | 12.5 | 2.2 | 1.0 | 1.5 | 18.6 |
| 1989-90  | Boston       | 79   | 78   | 30.3 | .580 | .000 | .747 | 10.1 | 1.3 | .5  | .9  | 15.7 |
| 1990-91  | Boston       | 81   | 81   | 30.1 | .598 | .000 | .767 | 10.6 | .8  | .8  | 1.3 | 14.9 |
| 1991-92  | Boston       | 79   | 79   | 28.9 | .535 | .000 | .772 | 8.9  | .9  | .9  | 1.2 | 14.1 |
| 1992-93  | Boston       | 79   | 79   | 27.2 | .535 | .000 | .689 | 9.4  | .8  | .7  | 1.4 | 12.6 |
| 1993-94  | Boston       | 74   | 74   | 26.9 | .491 | .000 | .740 | 7.3  | 1.1 | .6  | 1.3 | 11.7 |
| 1994-95  | Charlotte    | 81   | 4    | 16.7 | .427 | .000 | .703 | 4.3  | .5  | .3  | .4  | 4.8  |
| 1995-96  | Charlotte    | 74   | 34   | 14.7 | .498 | .000 | .704 | 4.1  | .4  | .3  | .7  | 3.9  |
| 1996-97  | Chicago      | 43   | 3    | 9.4  | .490 | .000 | .677 | 2.1  | .5  | .1  | .4  | 3.7  |
| Total    | Total        | 1611 | 1320 | 28.4 | .537 | .000 | .721 | 9.1  | 1.4 | .8  | 1.5 | 14.5 |
| All-Star | All-Star     | 9    | 1    | 15.8 | .529 | –    | .667 | 5.9  | .9  | .4  | .9  | 9.6  |

### Playoffs
| Año   | Equipo       | PJ  | PT  | MPP  | %TC  | %3P  | %TL  | RPP  | APP | ROB | TPP | PPP  |
| ----- | ------------ | --- | --- | ---- | ---- | ---- | ---- | ---- | --- | --- | --- | ---- |
| 1977  | Golden State | 10  | 0   | 23.9 | .481 | .000 | .654 | 10.3 | 1.1 | .7  | 1.1 | 12.1 |
| 1981  | Boston       | 17  | 17  | 28.9 | .493 | .000 | .672 | 8.6  | 1.1 | 1.2 | 2.3 | 15.0 |
| 1982  | Boston       | 12  | 12  | 35.5 | .488 | .000 | .680 | 11.3 | 1.5 | .4  | 4.0 | 21.3 |
| 1983  | Boston       | 7   | 7   | 35.6 | .483 | .000 | .850 | 10.6 | 1.3 | .7  | 1.3 | 14.7 |
| 1984  | Boston       | 23  | 23  | 37.8 | .478 | .000 | .646 | 10.8 | 1.2 | 1.0 | 1.8 | 14.9 |
| 1985  | Boston       | 21  | 21  | 38.2 | .493 | .000 | .784 | 10.4 | 1.5 | 1.0 | 1.6 | 17.1 |
| 1986  | Boston       | 18  | 18  | 32.8 | .471 | .000 | .652 | 8.8  | 1.4 | .5  | 1.7 | 15.0 |
| 1987  | Boston       | 21  | 21  | 35.0 | .567 | .000 | .767 | 9.4  | 1.3 | .9  | 1.7 | 18.0 |
| 1988  | Boston       | 17  | 17  | 36.8 | .532 | .000 | .820 | 9.9  | 1.2 | .6  | 1.1 | 14.7 |
| 1989  | Boston       | 3   | 3   | 37.3 | .455 | .000 | .778 | 8.7  | 2.0 | 1.3 | .7  | 15.7 |
| 1990  | Boston       | 5   | 5   | 34.0 | .574 | .000 | .944 | 10.0 | 2.6 | 1.0 | 1.4 | 15.8 |
| 1991  | Boston       | 10  | 10  | 29.6 | .598 | .000 | .689 | 9.2  | .6  | .8  | .7  | 15.8 |
| 1992  | Boston       | 10  | 10  | 33.5 | .495 | .000 | .714 | 9.7  | 1.4 | .7  | 1.5 | 12.0 |
| 1993  | Boston       | 4   | 4   | 36.5 | .544 | .000 | .857 | 9.5  | 1.3 | .2  | 1.5 | 17.0 |
| 1995  | Charlotte    | 4   | 0   | 17.8 | .545 | .000 | .400 | 2.3  | .3  | .0  | .8  | 3.5  |
| 1997  | Chicago      | 2   | 0   | 9.0  | .143 | .000 | .000 | 2.0  | .0  | .0  | 1.5 | 1.0  |
| Total | Total        | 184 | 168 | 33.6 | .506 | .000 | .722 | 9.6  | 1.3 | .8  | 1.7 | 15.3 |

## Logros personales

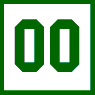
El famoso doble cero de Parish.

- 4 veces Campeón de la NBA, en los años 1981, 1984, 1986 y 1997.
- 9 veces elegido para el All-Star Game.
- Es el jugador que más partidos ha disputado en la NBA (1611).
- Su camiseta  con el "00" fue retirada por los Boston Celtics en 1998.
- Elegido uno de los 50 mejores jugadores de la historia de la NBA en 1996.
- Entró a formar parte del prestigioso Hall of Fame (Salón de la fama), en el año 2003.
- Elegido en el Equipo del 75 aniversario de la NBA en 2021.